# Jeanne Richardová
Jeanne Richardová (* 13. dubna 2002 Thonon-les-Bains) je francouzská biatlonistka.
Biatlonu se věnuje od roku 2016. Ve světovém poháru debutovala v lednu 2024 v Oberhofu, kde ve sprintu dojela na 8. místě.
Ve své dosavadní kariéře nezvítězila ve světovém poháru v žádném individuálním závodě. Jednou triumfovala jako členka francouzské štafety. Jejím doposud nejlepším individuálním umístěním je třetí místo ze závodu s hromadným startem v německém Ruhpoldingu z ledna 2025.

## Výsledky

### Olympijské hry a mistrovství světa
| Sezóna  | Akce | Místo                | SP  | SZ  | HZ | IZ  | ŠT | SŠT | SZD | Věk    |
| ------- | ---- | -------------------- | --- | --- | -- | --- | -- | --- | --- | ------ |
| 2023/24 | MS   | Nové Město na Moravě | 15. | 18. | –  | –   | –  | –   | –   | 21 let |
| 2024/25 | MS   | Lenzerheide          | 28. | 34. | 4. | 23. | –  | –   | –   | 22 let |

Poznámka: Výsledky z mistrovství světa ani z olympijských her se do celkového hodnocení světového poháru nezapočítávají.

### Mistrovství Evropy
| Sezóna  | Akce | Místo       | SP  | SZ  | IZ  | SŠT | SZD | Věk    |
| ------- | ---- | ----------- | --- | --- | --- | --- | --- | ------ |
| 2022/23 | ME   | Lenzerheide | 14. | 14. | 13. | 7.  | –   | 21 let |

## Vítězství v závodech světového poháru

### Kolektivní
| Č. | sezóna    | datum          | místo               | disciplína |
| -- | --------- | -------------- | ------------------- | ---------- |
| 1. | 2023/2024 | 10. ledna 2024 | Ruhpolding, Německo | štafeta    |